# Marie-Therese Sporer
Marie-Therese Sporer (* 28. Juni 1996) ist eine ehemalige österreichische Skirennläuferin. Sie war auf die technischen Disziplinen Slalom und Riesenslalom spezialisiert. Bis 2023 gehörte sie dem A-Kader des Österreichischen Skiverbandes an.

## Biografie
Marie-Therese Sporer stammt aus Finkenberg im Zillertal und startet für ihren Heimatverein.
Sie absolvierte das Schigymnasium Stams. Einen ersten größeren Erfolg konnte Sporer 2011 beim Whistler Cup verbuchen, als sie den Riesenslalom in der Altersklasse zwei für sich entschied. Im Alter von 15 Jahren bestritt sie in Fendels ihre ersten beiden FIS-Rennen. Bereits früh in ihrer Karriere hatte sie mit Knieverletzungen zu kämpfen und musste sich zwischen 2011 und 2013 Operationen an Kreuzband, Knorpel und Meniskus unterziehen. Im Jänner 2017 gab sie im Riesenslalom von Zinal ihr Europacup-Debüt, konnte vorerst aber keine Spitzenplatzierungen erreichen. Bei den Juniorenweltmeisterschaften in Åre gewann sie gemeinsam mit Fabio Gstrein, Katharina Liensberger und Simon Rueland hinter Kanada die Silbermedaille im Mannschaftswettbewerb. Im Riesenslalom wurde sie Sechste.
Am 7. Jänner 2018 gab Sporer im Slalom von Kranjska Gora ihr Weltcup-Debüt. Im November desselben Jahres gewann sie in Levi mit Rang 26 ihre ersten Punkte. In Folge einer Teilruptur des vorderen Kreuzbandes und Bruch des Schienbeinkopfes im Februar 2019 litt sie an einer Erschöpfungsdepression und verkündete im März 2020 nach mehrwöchiger Rennpause ihr frühzeitiges Karriereende. Nach Gesprächen mit Psychotherapeuten und Sportpsychologen entschied sie sich für ein Comeback und kehrte abseits der Kader zum ÖSV zurück. In der Saison 2020/21 gelangen ihr neben dem ersten Europacup-Sieg mit den Slalomrängen 19 und 20 in Åre ihre bis dahin besten Weltcup-Resultate. Am Ende des Winters kürte sie sich am Glungezer erstmals zur österreichischen Meisterin in ihrer Paradedisziplin.
In der Saison 2021/22 kam sie insgesamt dreimal auf den Rängen 16 und 17 ins Ziel. Ende Jänner 2022 stürzte Sporer beim Slalomtraining und zog sich dabei einen Schulterbruch zu, worauf sie die Saison vorzeitig beenden musste. In der Folgesaison erzielte sie nur noch einen 16. Platz als einziges Ergebnis. Für den Kader 2023/24 wurde sie nicht berücksichtigt. Sie musste die Vorbereitung für diese Saison selbst bezahlen und bewältigte die ÖSV-interne Qualifikation. Beim zweiten Saisonslalom in Levi qualifizierte sie sich zunächst als 29. des ersten Durchgangs für die Entscheidung und verbesserte sich dort mit der drittbesten Laufzeit auf den 13. Gesamtplatz, somit eine neue persönliche Bestleistung.
Am 6. März 2024 gab Sporer ihren Rücktritt vom aktiven Rennsport bekannt.

## Erfolge

### Weltcup
- eine Platzierung unter den besten 15, sechs weitere unter den besten 20

### Weltcupwertungen
| Saison  | Gesamt | Gesamt | Slalom | Slalom |
| Saison  | Platz  | Punkte | Platz  | Punkte |
| ------- | ------ | ------ | ------ | ------ |
| 2018/19 | 127.   | 5      | 55.    | 5      |
| 2020/21 | 93.    | 23     | 40.    | 23     |
| 2021/22 | 83.    | 43     | 31.    | 43     |
| 2022/23 | 102.   | 15     | 42.    | 15     |
| 2023/24 | 92.    | 20     | 42.    | 20     |

### Europacup
- Saison 2020/21: 5. Slalomwertung
- 3 Podestplätze, davon 1 Sieg:

| Datum           | Ort               | Land    | Disziplin |
| --------------- | ----------------- | ------- | --------- |
| 21. Jänner 2021 | Gstaad-Saanenland | Schweiz | Slalom    |

### Juniorenweltmeisterschaften
- Åre 2017: 2. Mannschaftswettbewerb, 6. Riesenslalom

### Weitere Erfolge
- Österreichische Meisterin im Slalom 2021
- Österreichische Jugendmeisterin im Riesenslalom 2018
- 8 Siege in FIS-Rennen